# Trichomauesia touroulti
Trichomauesia touroulti is een keversoort uit de familie van de boktorren (Cerambycidae). De wetenschappelijke naam van de soort werd voor het eerst geldig gepubliceerd in 2010 door Dalens, Giuglaris & Tavakilian.